# Classe Bay (patrouilleur)

La classe Bay est une classe de huit patrouilleurs armés, construits par Austal et utilisés par la Douane australienne (Australian Customs and Border Protection Service (en) ). Ils sont entrés en service à la fin des années 1990 et au début des années 2000 et sont principalement utilisés pour les fonctions de protection des frontières.

## Historique
Cette classe devait être remplacé d'ici 2010, mais un appel d'offres n'a été lancé qu'en juin de la même année. La disponibilité des navires de la classe Bay a diminué au cours des dernières années de leur durée de vie. Après que la classe Cape a commencé à entrer en service, quatre unités de classe Bay ont été offertes à d'autres forces ; deux à la marine sri-lankaise et deux autres à l'Agence malaisienne d'application des lois maritimes (Garde côtière de Malaisie).

## Unités
Deux patrouilleurs de classe Bay ont été offerts à la marine srilankaise : 
- Corio Bay (ACV 50) a été transféré le 30 mars 2014  et renommé SLNS Mihikatha (P350),
- Hervey Bay (ACV 40) a été remis le 3 juin 2014 et renommé SLNS Rathnadeepa (P351).

Deux autres ont été offerts à l'Agence malaisienne d'application des lois maritimes en 2014 qui ont pris le nom de classe Perwira  : 
- Arnhem Bay (ACV 60) a été remise le 10 février 2015 et a été renommée KM Perwira (3801),
- Dame Roma Mitchell (ACV 70) a été transférée en mai 2015 et renommée KM Satria (3802).

## Galerie

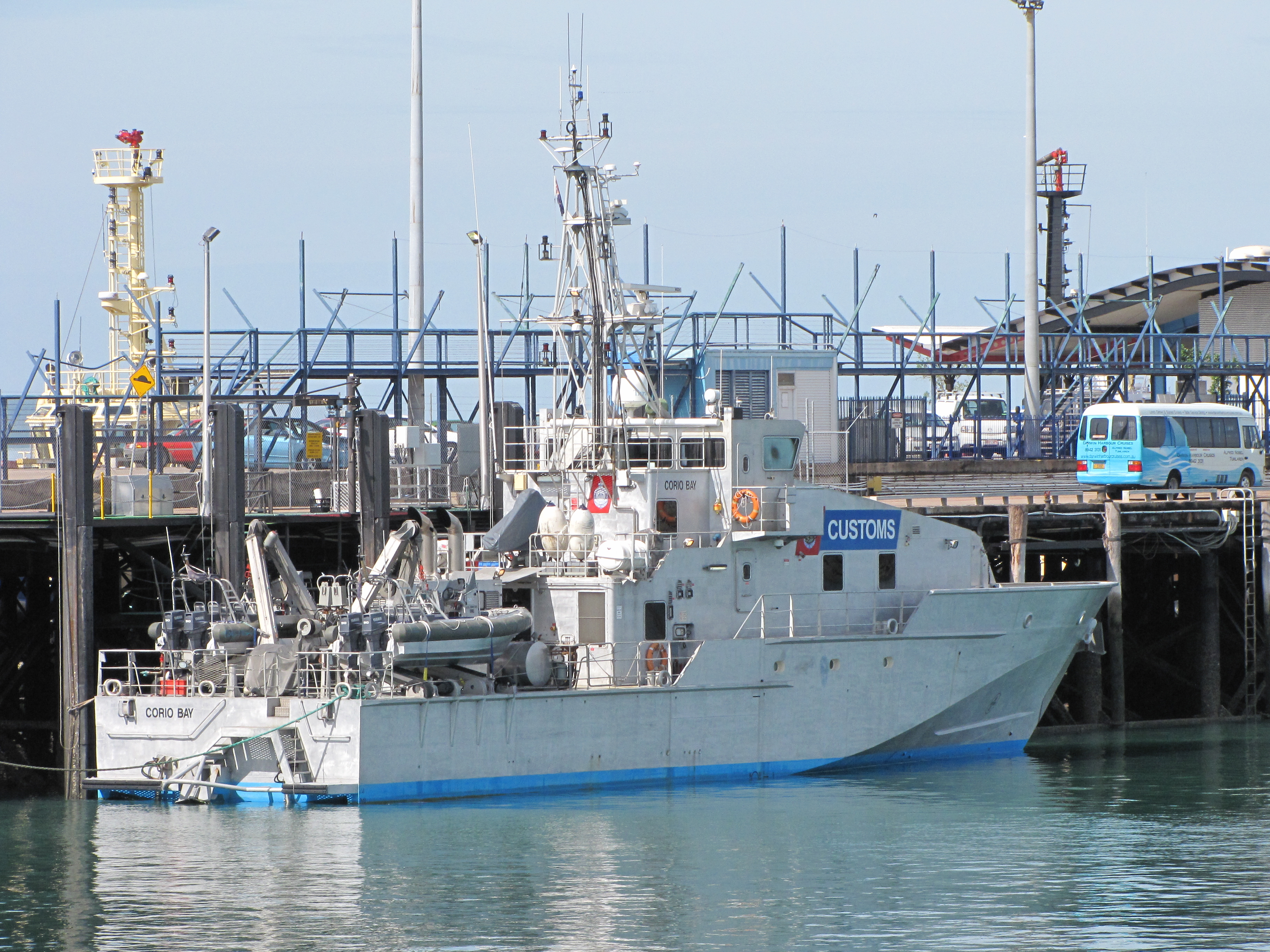
Coryo Bay (ACV 50)
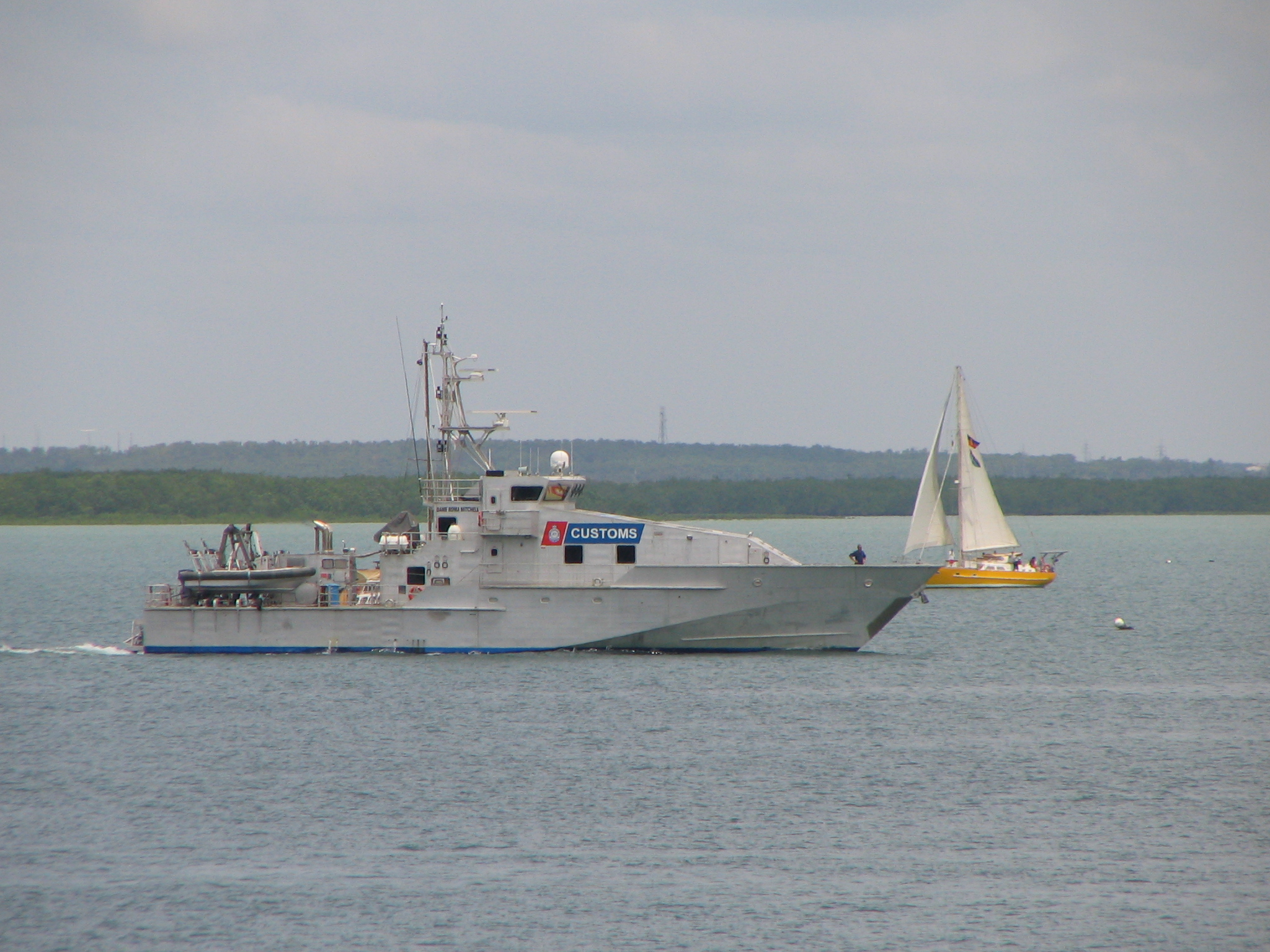
Dame Doma Mictchell (ACV 70)